# Thézy-Glimont
Thézy-Glimont är en kommun i departementet Somme i regionen Hauts-de-France i norra Frankrike. Kommunen ligger i kantonen Boves som tillhör arrondissementet Amiens. År 2022 hade Thézy-Glimont 666 invånare.

## Befolkningsutveckling
Antalet invånare i kommunen Thézy-Glimont
| Referens: INSEE |